# جانسون سیدینگ (داکوتای جنوبی)
جانسون سیدینگ(به انگلیسی: Johnson Siding) شهری در ایالت داکوتای جنوبی کشور ایالات متحده آمریکا است که جمعیت آن در سرشماری سال ۲۰۱۰ میلادی، ۶۵۹ نفر بوده‌است.